# Robert Godet
Robert Godet (geb. 21. November 1866 in Neuchâtel, Schweiz; gest. 13. Juni 1950 in Paris) war ein Schweizer Journalist, Musikkritiker und Übersetzer. Er war der Halbbruder des Schriftstellers Philippe Godet.

## Biografie
Robert Godet wurde am 21. November 1866 in Neuchâtel/Neuenburg geboren. Er studierte Musiktheorie in Paris bei Vincenzo Ferroni und in München bei Ludwig Thuille.
In den 1890er Jahren lebte und arbeitete er in Paris. Er war Redakteur der außenpolitischen Abteilung von Le Temps. Dann war er Korrespondent derselben Zeitung in London, reiste nach Indien und Indonesien und studierte die dortige Musikkultur. Er übersetzte die orientalistischen Werke von Alfons Väth und Edward Westermarck ins Französische. 1888 veröffentlichte er seinen autobiographischen Roman Das Übel der Liebe (frz. Le Mal d’aimer, états d’âme).
Er komponierte auch symphonische Vokalmusik, die jedoch nach dem Willen des Autors weder aufgeführt noch veröffentlicht wurde.
Am bekanntesten ist er für seine Freundschaft mit Claude Debussy, die 1888 begann und bis zum Tod des Komponisten andauerte. Er stand auch Ernest Bloch nahe und beeinflusste dessen Ansichten vor allem in den 1910er Jahren, als Bloch seine Haltung gegenüber Richard Wagners Werk und seiner eigenen jüdischen Identität überdachte. Die Diskussionen zwischen Godet und Bloch bezogen sich weitgehend auf H. S. Chamberlains Grundlagen des neunzehnten Jahrhunderts, das 1913 in der Schweiz in einer französischen Übersetzung von Godet veröffentlicht wurde. Der Einfluss von Godet auf Ernest Ansermet, der ihn als „den Mann, der alles weiß und alles gelesen hat“ bezeichnete, wird ebenfalls erwähnt.
Die Mussorgski-Begeisterung von Jules de Brayer (der Saint-Saëns sein Exemplar des Boris Godunow entführt hatte) soll in den 1880er Jahren auch Robert Godet angesteckt haben.
Zusammen mit Aloys Mooser übersetzte er das Libretto von Mussorgskis Oper Boris Godunow ins Französische. Dann veröffentlichte er das Buch En marge de „Boris Godounof“ (1926) und mehrere verwandte Artikel, die insbesondere das Problem des Einflusses von Mussorgski auf Debussy untersuchen. Die Polemik von Godet und Henry Prunières mit Léon Vallas war ein zentrales Ereignis in der musikalischen und kritischen Reflexion über Debussys Werk im Frankreich der Zwischenkriegszeit.

## Publikationen (Auswahl)
- Le Mal d’aimer, états d’âme. 1888.
- Robert Godet: En Marge de Boris Godounof: Notes Sur Les Documents Iconographiques de L’édition Chester. Bd. 1–2. F. Alcan, 1926.

- (Übers.) Houston Stewart Chamberlain: La genèse du XIXème siècle. Èdition française par Robert Godet. Payot, Paris 1913 *
- (Übers., in Zusammenarbeit) M. Mussorgsky: Boris Godunov. Drame musical national en 4 actes et un prologue d’après Puchkine et Karamzine. Version française de Robert Godet et Aloys Mooser. Réduction pour chant et piano conforme à la version originale. Chester, London cop. 1926.
- (Beitrag in:) Revue Musicale. Numéro Spécial consacré à la Mémoire de Claude Debussy. Supplement Musical: Dix Compositions inédites pour le piano, les instruments et la voix écrites à l’intention et dédiés à la mémoire de Debussy. [La Revue Musicale], Paris (1920). (Beiträge von André Suarès, Alfred Cortot (La Musique pour Piano de Claude Debussy), Louis Laloy (Le Théatre de Claude Debussy), Emile Vuillermoz, René Peter, D.-E. Inghelbrecht, Robert Godet (Le Lyrisme intime de Claude Debussy), G. Jean-Aubry, Manuel de Falla, Alfredo Casella, Lazare Saminsky u. a.)
 Die Musik-Beilage – mit der berühmten Umschlag-Illustration von Raoul Dufy, abgebildet bei Hirsbrunner: Ravel. S. 270 – enthält Kompositionen – sämtlich Erstausgaben, bzw. Vorabdrucke – von Dukas, Roussel, G.F. Malipiero, E. Goossens, Bartok, F. Schmitt, Strawinsky, Ravel, de Falla und Satie.
- Beitrag zu: Claude Debussy. Katalog der Ausstellung 1962 in der Pariser Bibliothèque nationale de France, S. 34 (gallica.bnf.fr)